# St. Georg-Gymnasium Bocholt
Das St.-Georg-Gymnasium ist ein städtisches Gymnasium in Bocholt.

## Lage
Das St.-Georg-Gymnasium mit seinem Hauptgebäude und dem Mensagebäude auf dem Benölkenplatz bildet mit dem Berufskolleg am Wasserturm und der Albert-Schweitzer-Realschule das Schulzentrum Mitte. Zum Schulgelände gehören neben dem Benölkenplatz als Pausenbereich für die Mittelstufe auch weite Teile des angrenzenden Langenbergparks, der als Schulhof für die Unterstufe dient.

## Geschichte
Die Schule wurde 1785 als Lateinschule des Bocholter Minoritenklosters gegründet und als „Gymnasium zu Buchold“ bezeichnet, ehe sie 1811 unter französischer Regierung im Wege der Säkularisation geschlossen wurde. 1825 gründete der katholischer Priester August van der Meulen, ein Freund Clemens Brentanos, eine private Lateinschule, die 1828 zu einer städtischen Schule erhoben wurde. 1903 wurde sie zum Vollgymnasium.
Der dreigeschossige Backsteinbau aus dem Jahr 1931 mit Turm unter Walmdach steht unter Denkmalschutz.

## Sprachenangebot
Das Fremdsprachenangebot umfasst Englisch, Latein, Französisch und Niederländisch. Auf Englisch (ab Klasse 5) folgt verpflichtend Latein oder Französisch als zweite Fremdsprache ab Klasse 6. Ab Klasse 8 ist Französisch, Latein oder Niederländisch als dritte Fremdsprache möglich, wenn sich genügend Interessenten finden. Wer in Klasse 8 mit Niederländisch beginnt, kann den Kurs später als Leistungskurs fortsetzen. Ansonsten kann im achtjährigen Gymnasium Niederländisch als Grundkurs in der Einführungsphase neu (Jgst. 10) belegt werden.

## Schulabschlüsse
Die gymnasiale Schullaufbahn endet in der Jahrgangsstufe Q2 (früher 12) mit dem bestandenen Abitur und der damit verbundenen Allgemeinen Hochschulreife; die Fachhochschulreife (schulischer Teil) kann schon vorher erworben werden. Für den landesweiten Wechsel auf G9 (Abitur nach 13 Jahren) ist die Schule für das Schuljahr 2023/2024 als Bündelungsgymnasium ausgewiesen. Das Gymnasium vergibt auch die Abschlüsse anderer weiterführender Schulen, den Hauptschulabschluss und die Fachoberschulreife.

## Partner- und Austauschprogramme
Das St.-Georg-Gymnasium bietet zahlreiche verschiedene Schüleraustauschprogramme an. Dazu gehören mitunter die zweiwöchigen Fahrten nach Boston (USA) und Wuxi (China), sowie die mehrtägigen Fahrten nach Armentieres, Mailand oder Chertsey.
Ferner pflegt man seit 2004 eine Partnerschaft mit der Siedlung Kalangala in Uganda. Zum zehnjährigen Bestehen dieser Partnerschaft reiste im Jahr 2014 eine Gruppe von Schülern der Schule dorthin. In unregelmäßigen Abständen finden an der Schule Benefizkonzerte und -läufe statt.
Die Schule ist Partnerschule der Siemens Flender GmbH seit dem 2. Oktober 2009. Außerdem findet eine Kooperation mit dem Unternehmen Grunewald in Bocholt statt.

## Bekannte Absolventen
- Laurenz Böggering (1904–1996), römisch-katholischer Weihbischof
- Hans-Bernd Brosius (* 1957), Kommunikationswissenschaftler
- Karl-Heinz Petzinka (* 1956), Architekt, Rektor der Kunstakademie Düsseldorf
- Michael Roes (* 1960), Schriftsteller
- Gerd Josef Weisensee (* 1942), Schweizer Unternehmer und Journalist